# El Porvenir de Velasco Suárez
El Porvenir de Velasco Suárez es una localidad mexicana que se ubica del estado de Chiapas, es la cabecera municipal del municipio del El Porvenir.

## Descripción
El Porvenir se le dio la categoría de ciudad con la creación del municipio el 13 de enero de 1990. El 31 de julio de 1976, la LII Legislatura Constitucional del Congreso del Estado de Chiapas, le agregó a la cabecera municipal de El Porvenir los apellidos Velasco Suárez, en homenaje al eminente neurólogo mexicano, doctor Manuel Velasco Suárez (1914-2001), quien fue gobernador de Chiapas durante el periodo 1970-1976, pero desde 1982, se restauró sólo el nombre de municipio de El Porvenir, conservando el de El Porvenir de Velasco Suárez para la cabecera municipal.
La ciudad (localidad) de El Porvenir conocido también como "La Ciudad de los cielos" está situado a una altura oficial de 2.840 m (9.314 pies) sobre el nivel medio del mar en la Sierra Madre tierras altas de Chiapas, a 15°27′20″N 92°16′46″O / 15.45556, -92.27944, cerca a la frontera con Guatemala. Es la cabecera municipal segunda más alta de México, solo por detrás de la sede del municipio de Emiliano Zapata, Tlaxcala. El municipio tiene una superficie total de 121,70 kilómetros² y, en el censo de 2020, registró una población de 15.201 habitantes. De este total, 5.436 vivían en la cabecera municipal, la única localidad urbana.